# Capra pyrenaica victoriae
Lo stambecco di Gredos (Capra pyrenaica victoriae) è una sottospecie dello stambecco iberico, endemica della Spagna centrale. Il suo areale originario è la Sierra de Gredos dove, in passato, ha corso il rischio di estinzione (12 esemplari censiti nel 1905). Oggi lo si può trovare anche nella vicina Sierra de Guadarrama (qui reintrodotti nel 1990), e in molte altre alture della Spagna centrale e settentrionale, grazie ai molteplici ripopolamenti effettuati dalla seconda metà del '900, per scopi venatori. 
 
In Portogallo si è auto-introdotto a partire dal 1998, nel Parco nazionale di Peneda-Gerês.

## Ripopolamento dei Pirenei francesi
Durante l'estate 2014, 38 stambecchi, provenienti dal Parco nazionale della Sierra de Guadarrama, sono stati rilasciati sul versante francese dei Pirenei, precisamente nel Parco naturale regionale dei Pirenei dell’Ariège e nel Parco nazionale dei Pirenei. In primavera 2015, vi sono state le prime nascite di capretti sul territorio francese, dopo un'assenza di oltre 100 anni. Negli anni successivi sono stati effettuati ulteriori rilasci, per rafforzare le popolazioni già ambientate. 

Nel 2019, circa 300 esemplari vivevano sulle pendici dei Pirenei francesi, di cui 140 in Ariège.